# 托迪雷什蒂鄉 (蘇恰瓦縣)
47°42′N 26°2′E / 47.700°N 26.033°E
托迪雷什蒂鄉（羅馬尼亞語：Comuna Todirești, Suceava），是羅馬尼亞的鄉份，位於該國東北部，由蘇恰瓦縣負責管轄，面積60平方公里，海拔高度350米，2011年人口5,259，人口密度每平方公里88人。